# Bischöfliches Priesterseminar Trier

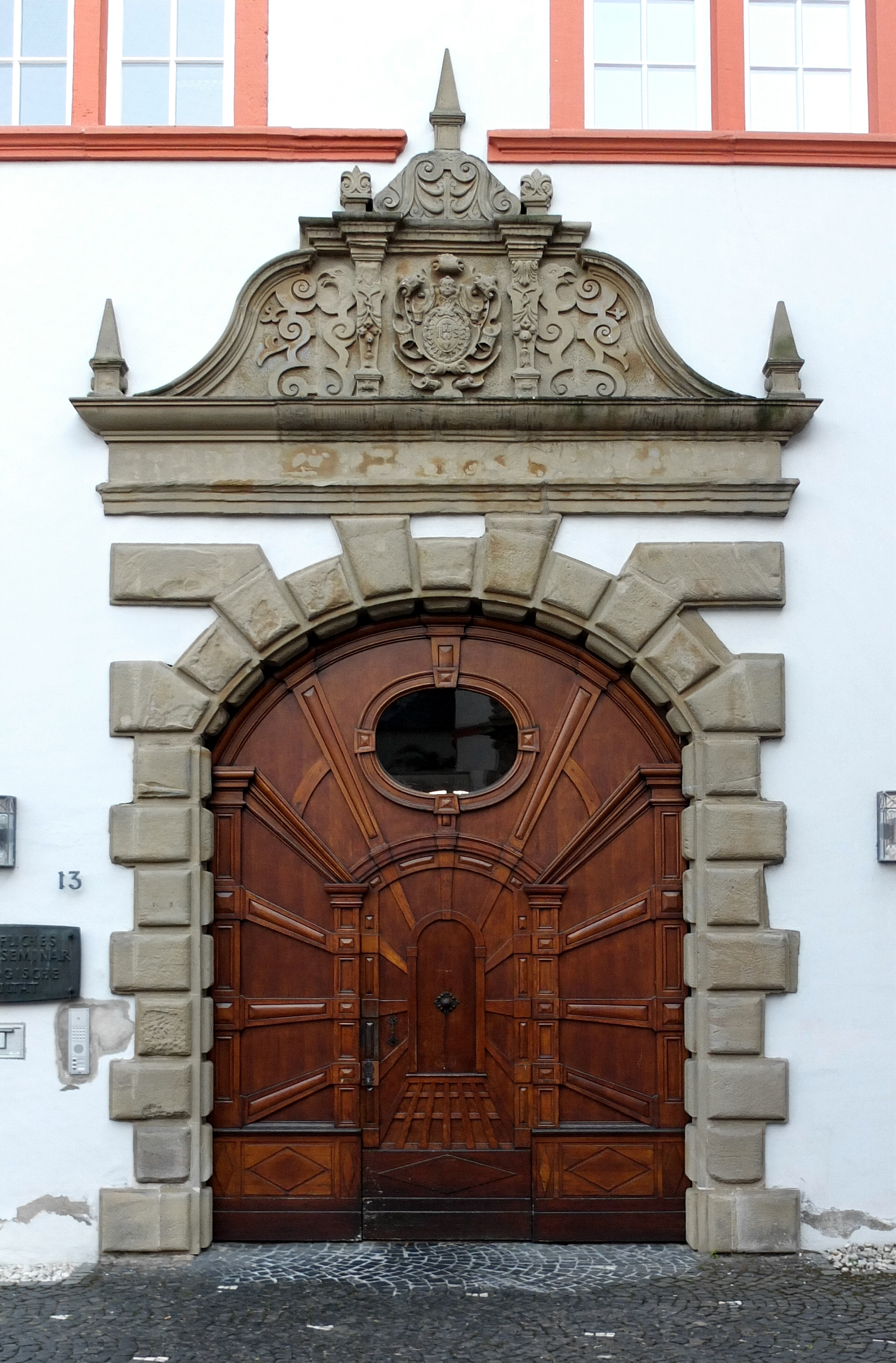
Portal

Das Bischöfliche Priesterseminar Trier ist die Ausbildungsstätte des römisch-katholischen Bistums Trier für Priesteramtskandidaten, die keinem Orden angehören. Das Priesterseminar wurde als „Seminarium Clementinum“ durch Kurfürst und Erzbischof Clemens Wenzeslaus von Sachsen am 16. Oktober 1773 gegründet.
Aufgrund stark rückläufiger Kandidatenzahlen wurde die theologische Ausbildung der Seminaristen ab Herbst 2016 an die Philosophisch-Theologische Hochschule Sankt Georgen in Frankfurt am Main verlegt. Seit 2022 studieren die Seminaristen wieder in Trier. Ab 2016 findet in einem Teil der Räumlichkeiten des Priesterseminars u. a. das Orientierungs- und Sprachenjahr „Felixianum“ statt, benannt nach Bischof Michael Felix Korum.
Die Priesterausbildung findet ergänzend zum Studium der Katholischen Theologie statt und will Bereiche der priesterlichen Ausbildung sicherstellen, die nicht Inhalt wissenschaftlicher Theologie sind. Das 1985 gegründete Institut für Pastoralpsychologie und Homiletik ist Bestandteil des Seminars. Das Priesterseminar ist eng mit der Theologischen Fakultät Trier verbunden. Es finden Vorlesungen und Seminare sowohl in den Räumen der Universität Trier wie auch im Priesterseminar statt.
Eine Kommunität von vier Barmherzigen Schwestern vom hl. Karl Borromäus gehörte bis 2024 zur Hausgemeinschaft des Priesterseminars.

## Bibliothek
Die wissenschaftliche Bibliothek umfasst zusammen mit einer theologischen Fachbibliothek (Geschichte des ehemaligen Erzbistums, Hildegard von Bingen, Nikolaus von Kues, Friedrich Spee, Johannes Trithemius, Heilig-Rock-Wallfahrt) etwa 515.000 Bände (allein 8.000 Neuerwerbungen und Schenkungen im Jahre 2010). Mehr als tausend Nutzer haben sich in 2010 rund 32.000 Bände ausgeliehen. Im spätbarocken Lesesaal stehen mehr als 11.500 Bände zur Verfügung.
Rund 32.000 Titel sind älter als hundert Jahre. Die Dombibliothek ist mit ca. 9.000 Bänden, die vorwiegend aus dem 18. und 19. Jahrhundert stammen, seit 1936 als Dauerleihgabe übernommen und geschlossen aufgestellt. Darüber hinaus wurden in jüngerer Zeit einige historische Pfarrbibliotheken übernommen und in ihrer historisch gewachsenen Zusammensetzung ebenfalls geschlossen aufgestellt.
Außerdem besitzt die Bibliothek 120 Inkunabeln und rund 450 Handschriften aus dem Mittelalter und der Frühen Neuzeit. Die älteste geht zurück auf das 9. Jahrhundert.
Die Bibliothek beteiligt sich seit 2010 am rheinland-pfälzischen Digitalisierungsportal dilibri. Sie gehört der Arbeitsgemeinschaft Katholisch-Theologischer Bibliotheken (AKThB) an.

## Bekannte Professoren (Auswahl)
- Anton Oehmbs (1735–1809), unterrichtete von 1805 bis 1807
- Peter Josef Weber (1750–1821), unterrichtete von 1804 bis 1816/1821
- Johann Joseph Rosenbaum (1798–1867), unterrichtete von 1825 bis 1842
- Johann Georg Müller (1798–1870), unterrichtete ab 1830 Kirchengeschichte
- Jakob Marx (1803–1876), unterrichtete von 1836 bis 1870 Kirchengeschichte und Kirchenrecht
- Jacob Merten (1809–1872), unterrichtete von 1843 bis 1868 Philosophie

## Bekannte Studenten (Auswahl)
- ab 1794 Viktor Joseph Dewora (1774–1837), Domkapitular und Bischöflicher Rat in Trier
- 1811–1814 Thomas Simon (1794–1869), Gymnasiallehrer und Sozialpolitiker
- 1828–1833 Jacob Merten (1809–1872), römisch-katholischer Geistlicher, Theologe und Philosoph
- 1829–1830 Philipp Schmitt (1805–1856), Pfarrer und Altertumsforscher
- 1859–1884 Heinrich Milz (1830–1909), Gymnasialprofessor, Philologe und Rektor
- Johannes Mumbauer (1867–1930), Priester, Theologe und Literaturkritiker

## Einzelbelege
1. ↑  Theologische Ausbildungsphase künftig an der Theologischen Hochschule Sankt Georgen in Frankfurt (Memento vom 26. September 2019 im Internet Archive), Pressemitteilung vom 27. Januar 2016, abgerufen am 26. September 2019.
2. ↑  Wer ist Felix?, abgerufen am 26. September 2019.
3. ↑  Bibliothek des Priesterseminars: Uralte Bücher modern präsentiert Trierischer Volksfreund, abgerufen am 22. Juli 2011
4. ↑  Rheinland-pfälzisches Digitalisierungsportal dilibri Abgerufen am 2. November 2018

Koordinaten: 49° 45′ 12″ N, 6° 38′ 24″ O